# Vaour
Vaour település Franciaországban, Tarn megyében. Lakosainak száma 361 fő (2022. január 1.). Vaour Campagnac, Castelnau-de-Montmiral, Itzac, Penne, Roussayrolles, Saint-Beauzile, Saint-Michel-de-Vax, Tonnac és Saint-Antonin-Noble-Val községekkel határos.

## Népesség
A település népessége az elmúlt években az alábbi módon változott:
| Lakosok száma | 328  | 363  | 352  | 350  | 317  | 311  | 303  | 296  | 328  | 361  |
|               | 2010 | 2013 | 2015 | 2016 | 2017 | 2018 | 2019 | 2020 | 2021 | 2022 |